# Junta Europea de Riesgo Sistémico
La Junta Europea de Riesgo Sistémico (JERS) es un organismo independiente de la Unión Europea encargado de velar por la salvaguarda general de la estabilidad financiera mediante el ejercicio de la supervisión macroprudencial a nivel comunitario. 

## Historia
La crisis financiera de octubre de 2008 puso de relieve numerosas deficiencias en materia de supervisión financiera. Como respuesta a esta crisis, la Comisión encargó a un grupo dirigido por Jacques de Larosière la elaboración de recomendaciones dirigidas a reforzar el dispositivo de supervisión financiera europeo. El 25 de febrero de 2009, el grupo de Larosière presentó un proyecto por el que se pondrá en marcha un nuevo sistema.
Alertaba el mencionado informe de las aristas que puso de relieve la crisis, esto es, la insuficiencia de los sistemas nacionales de supervisión financiera y macroeconómica, así como las deficiencias de unos mecanismos demasiado débiles en materia de supervisión macrofinanciera transfronteriza a nivel europeo. En el marco del nuevo escenario surgido tras la crisis, parecía esencial disponer de capacidad para determinar los riesgos para la estabilidad e instaurar un sistema de alerta eficaz. El dispositivo macroprudencial entonces vigente se encontraba demasiado fragmentado, y la Comisión Europea presentó una propuesta legislativa al Parlamento Europeo y al Consejo para elaborar un nuevo marco reforzado de supervisión a nivel europeo. Esta estructura entró en funcionamiento el 1 de enero de 2011.

## Funciones
La JERS no dispone de competencias jurídicas vinculantes, pero tiene genéricamente asignadas las siguientes funciones: 
- reunir información y detectar amenazas potenciales;
- clasificar los riesgos en función de su gravedad;
- emitir alertas, llegado el caso;
- formular recomendaciones en caso necesario;
- realizar un seguimiento de las medidas adoptadas;
- cooperar con el Fondo Monetario Internacional, el Consejo de Estabilidad Financiera y las autoridades equivalentes de terceros países.

## Estructura y composición
La JERS forma parte integrante del marco jurídico e institucional de la Unión. Su creación se fundamenta en los Tratados consitutivos y es un organismo sin personalidad jurídica.
Los bancos centrales nacionales se responsabilizan, de acuerdo con su filosofía de funcionamiento desconcentrado, de la mayor parte de la supervisión macroprudencial.
La JERS está compuesto por: 
- el presidente del Banco Central Europeo, que lo preside;
- un vicepresidente de la JERS elegido por sus miembros;
- los gobernadores de los bancos centrales de los 27 Estados miembros de la Unión
- el vicepresidente del BCE
- los presidentes de las tres autoridades europeas de supervisión;
- un miembro de la Comisión Europea.

Cada unos de los gobernadores de los bancos centrales nacionales estará acompañado por un representante de las autoridades nacionales de supervisión, que actuará en calidad de observador.